# Peter Schirmbeck
Peter Schirmbeck (* 7. Januar 1943) ist ein deutscher Museumsleiter, Initiator, Autor und Künstler. Er initiierte die Dokumentation der industriellen Arbeitswelt, die zuvor in Technik- und Industriemuseen gefehlt hatte.

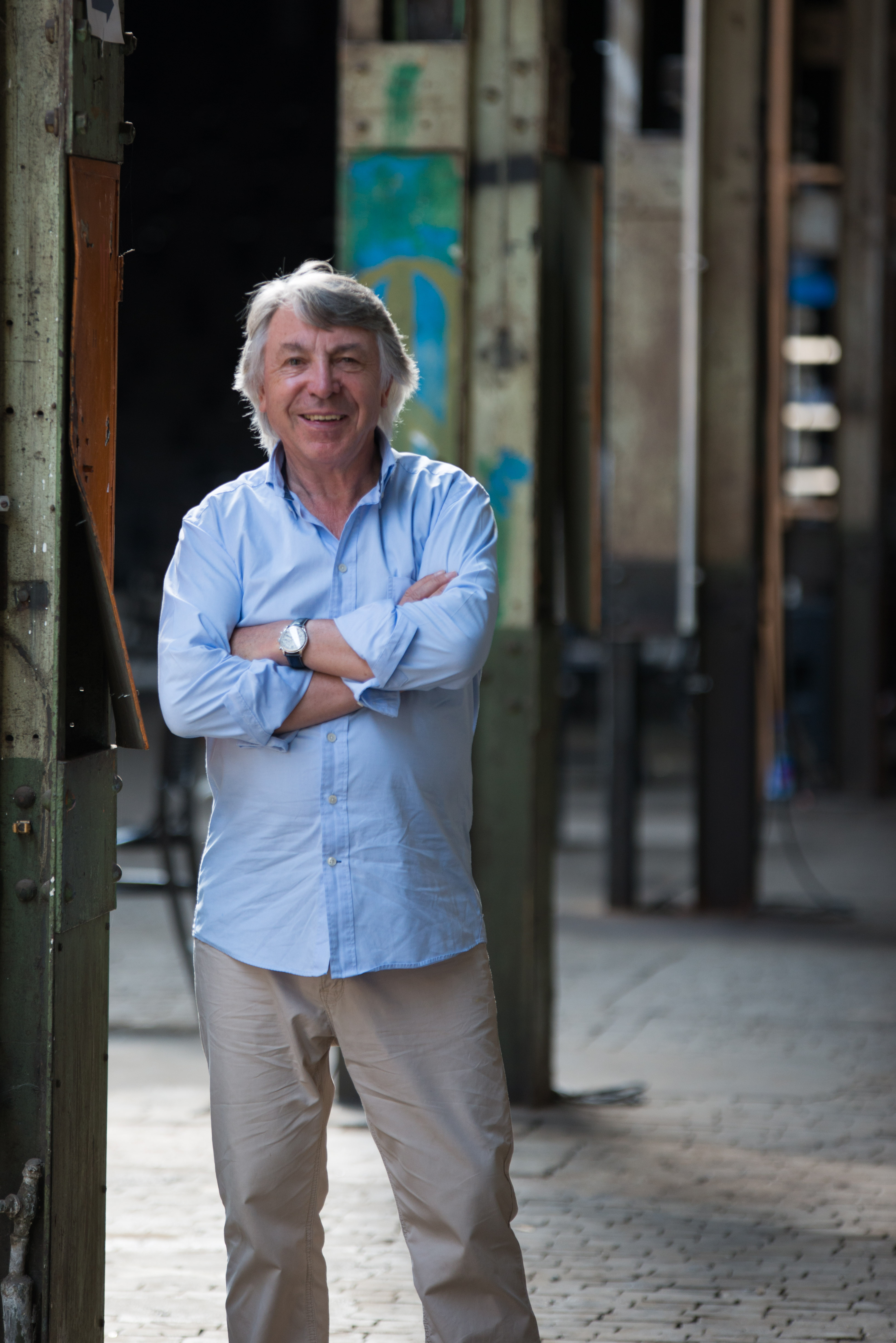
Peter Schirmbeck 2015 in der Naxos-Werkshalle Frankfurt.

## Schule, Studium
Peter Schirmbeck ist ein Sohn von Ursula Schirmbeck, geborene Possekel, und des Schriftstellers Heinrich Schirmbeck. Er besuchte die Volksschule In Winterstetten und Leutkirch im Allgäu. In Frankfurt am Main legte er im dortigen Gymnasium Wöhlerschule 1965 das Abitur ab. Ab 1965 studierte er an der Frankfurter Johann-Wolfgang-Goethe-Universität Germanistik, Soziologie und Kunstgeschichte. Nach der Magisterprüfung 1972 promovierte er 1982 im Fach Kunstgeschichte mit der Dissertation „Die Darstellung des Arbeiters in der Kunst der NS-Zeit“.

## Berufliche Tätigkeit
Schwerpunkt der Tätigkeit Schirmbecks war die industrielle Entwicklung mit ihrer Technik, Arbeitswelt und der zunehmenden Gefährdung der natürlichen Lebensgrundlagen.
In der seit 1862 durch das Opel-Werk geprägten Stadt Rüsselsheim wurde er 1974 als Museumsleiter eingestellt. Beim Aufbau des dortigen Stadt- und Industriemuseums fügte er den technischen Exponaten der Industriellen Revolution weltweit erstmals Exponate der industriellen Arbeitswelt hinzu. Kenneth Hudson, Mitbegründer der Industriearchäologie und Museumsexperte, hielt dies in seiner globalen Übersicht „Museums of Influence“ in den vier Entwicklungsphasen der Museen zu Wissenschaft, Technik und Industrie fest: „Phase Four consists of museums which place science and technologie firmly in their social context, … The first uncompromisingly Phase Four industrial museum, and one that has had an enormous influence on subsequent museum development, was the Municipal Museum at Rüsselsheim, near Frankfurt, in Germany.“
Peter Schirmbeck hatte hier neben einer monumentalen Dampfmaschine, die den technischen Fortschritt verkörperte, Fotografien der Opel-Arbeiter von 1876 und 1902 annähernd lebensgroß auf einer Drehwand montieren lassen. Sie führten vor Augen, wie durch die industrielle Arbeitsteilung an Stelle von Stolz und Identität im Bild der Arbeiter – binnen nur einer Generation – der bedrückende Ausdruck von Entfremdung getreten war. Der tradierten Erzählung vom technischen Fortschritt hatte er damit eine des Verlustes entgegengestellt. Mit den Worten „Perhaps the most celebrated feature of the museum … is the pair of group photographs of Opel workers, one taken in 1876 … and the other taken in 1902“ nahm Kenneth Hudson diese Fotografien zur Entwicklung der industriellen Arbeitswelt aus dem Rüsselsheimer Museum in seinen weltweiten Überblick auf und schrieb dazu: „The 1876 workers had been recently recruited from the world of individual craftsmen free to organize their own lives. The 1902 generation had been tamed, disciplined and brought to heel.“
1980 wurde das Museum mit dem „Museumspreis des Europarats“ ausgezeichnet. 1981 stellte die UNESCO das Museum in ihrer Publikation „museum, Museums, man and society“ mit der Fotografie der entfremdeten Arbeiter auf der Titelseite international vor. 51 Museumsdelegationen von Zagreb bis Manchester, 13 Fachkongresse von Hamburg bis Paris und 36 Publikationen verzeichnete die Zehn-Jahres-Schrift „Museum der Stadt Rüsselsheim 1976–1986, 10 Jahre innovative Ausstrahlung“ zu Fachbesuchen in Rüsselsheim, zu Vorträgen und Artikeln über das Museum.
Angesichts zunehmender Umweltzerstörung eröffnete Peter Schirmbeck 1990 in Rüsselsheim – erstmals in einem Museum der Bundesrepublik – eine Dauerabteilung zum Verhältnis von „Mensch und Natur“ unter den Gesichtspunkten Landwirtschaft, Rohstoffe, Energie, Werkzeuge, Chemie, Wissenschaft, Kunst, Wasser, Kreislaufprinzip, Widerstand gegen Naturzerstörung. Hinzu trat ein „Orbis pictus Naturae“ mit 26 Objekten und Themen in alphabetischer Folge – A wie Auto, T wie Treibhauseffekt, W wie Wasserstoff – die um eine freischwebende Weltkugel gruppiert, die Gefährdung natürlicher Lebensgrundlagen vor Augen stellten und zu einem „Kurswechsel“ aufforderten.
Als Beitrag zur Identitätsbildung entwickelte Peter Schirmbeck zur Jahrtausendwende die Idee zur „Route der Industriekultur Rhein-Main“ und erarbeitete deren inhaltliche Konzeption. Nach seiner Verabschiedung im Museum als „Revolutionär“ 2008 setzte er im Bereich der Route seine Arbeit fort.

## Künstlerische Tätigkeit
Das künstlerische Schaffen Peter Schirmbecks umfasst Kinetische Objekte, Skulpturen und Gemälde. Seine kinetischen Objekte wurden im Katalog der Frankfurter Ausstellung im Jahre 1998 mit einem Text des Mailänders Museologen Massimo Negri beschrieben: „Es sind Pseudomaschinen, in denen Abfallprodukte des Produktionsprozesses und des kommerziellen Kreislauf – unnütze Dinge – eine neue kommunikative Funktion finden. … Es handelt sich quasi um eine philosophische Reflexion über die materielle Beschaffenheit des Lebens in der Industrieepoche und die menschliche Existenz …  :“

### Privates
Peter Schirmbeck ist seit 1981 mit der Kunsthistorikerin und Museumsleiterin Roswitha Mattausch-Schirmbeck verheiratet. Ihre gemeinsame Tochter ist Sonja Schirmbeck, geboren 1981.

## Ausstellungen

### Beteiligungen
- 1984 75 Jahre Deutscher Werkbund Hessen, Deutscher Werkbund Hessen, Frankfurt am Main
- 1984  Kinetische Objekte, ARTist, Wiesbaden.
- 1985 Mensch und Arbeit Heute, Brüderkirche, Kassel.
- 1989 Ex und Hopp, Deutscher Werkbund Hessen, Frankfurt am Main

### Einzelausstellungen
- 1989 Peter Schirmbeck Kinetische Objekte, Kunstforum, Seligenstadt.
- 1997  Peter Schirmbeck Kinetische Objekte, Montagen und Bilder, Artlantis, Bad Homburg v. d. H.
- 1998  Peter Schirmbeck Skulpturen, Städtische Galerie im Karmeliterkloster, Frankfurt am Main

### Schriften (Auszug)
- mit Dieter Kramer, Wolfgang Schneider, Johann Welsch und Ralf Beckmann: Vom Beginn der Industrialisierung bis 1945. Katalog des Museums der Stadt Rüsselsheim, Rüsselsheim 1976.
- Adel der Arbeit. Der Arbeiter in der Kunst der NS-Zeit. Marburg 1984, ISBN 3-922561-28-4.
- mit Axel Föhl (Hrsg.), Wolfram Heitzenröder und Rolf Höhmann: Hessen Denkmäler der Industrie und Technik. Berlin 1986, ISBN 3-87584-175-1.
- mit Achim Dresler, Rose Herzberg, Norbert Lambert und Klaus Pflügner: Morgen kommst Du nach Amerika – Erinnerungen an die Arbeit bei Opel 1917–1987. Berlin/Bonn 1988, ISBN 3-8012-0128-7.
- mit Barbara Weichler und Wolfram Heitzenröder: Mensch&Natur. (= Schriften des Museums der Stadt Rüsselsheim. 16). Rüsselsheim 1990, ISBN 3-927394-07-6.
- Orbis pictus naturae Eine Bilderfibel zu Mensch und Natur. Bonn 1990, ISBN 3-8012-0159-7.
- Fabrikstadt Opel: 130 Jahre Industriearchitektur von Weltrang. Tübingen, Berlin 2001, ISBN 3-8030-0609-0.
- mit Wolfram Heitzenröder und Gudrun Senska: Rüsselsheim nach 1945 – Eine Zeitreise durch 50 Jahre Stadt- und Industriegeschichte. Rüsselsheim 2005, ISBN 3-927394-15-7.
- mit Sabine von Bebenburg, Georg Böhm, Claus C. Cobarg u. a.: Route der Industriekultur Rhein-Main. Frankfurt am Main 2006, ISBN 3-7973-0960-0.
- mit Roswitha Mattausch-Schirmbeck: Kunststoffstrasse im Landkreis Darmstadt-Dieburg. Darmstadt 2012.